# Jesen u New Yorku (2000.)
Jesen u New Yorku (eng. Autumn in New York) je američka romantična drama koju je režirala Joan Chen. Glavne uloge u filmu su ostvarili Richard Gere, Winona Ryder i Anthony LaPaglia, a scenarij je napisala Allison Burnett. Radnja filma vrti se oko sredovječnog voditelja restorana koji je ujedno i ženskaroš, a koji se zaljubljuje u mladu ženu koja boluje od teške i neizlječive bolesti.

## Radnja
Will Keane (Richard Gere) je uspješan 48-godišnji voditelj restorana i ženskaroš koji je glavna tema naslovne priče New York Magazina. Charlotte Fielding (Winona Ryder) je slobodoumna 22-godišnjakinja koju je na proslavu svoga rođendana u Willov restoran dovela baka koja je inače Willova stara prijateljica. Will odmah primjećuje Charlotte stoga njezina baka iskorištava priliku te ih upoznaje. Willu se sviđaju šeširi koje je Charlotte napravila za rođendansku prigodu, ali također biva iznenađen kada sazna da je ona kćerka njegove stare ljubavi iz prošlosti.
Sljedećeg dana Will zove Charlotte s ciljem da mu ona napravi šešir za djevojku s kojom ide na dobrotvornu večeru. Nekoliko dana poslije, ona donosi šešir u njegov stan. Stojeći zajedno s curom, Will poziva Charlotte da im se pridruži na večeri. Tamo Will i Charlotte plešu, ali također se bolje upoznaju te u toku večeri zajedno završe u njegovu stanu vodeći ljubav. Sljedećeg jutra dok doručkuju na terasi, Will priznaje kako njihova veza nema budućnosti. Ona se s tim složi te napominje kako umire od srčane bolesti. Poslije Will kaže svom dobrom prijatelju, Johnu Volpeu kako je zaista zaljubljen u Charlotte.
Ponovo sljedećega dana Will poziva Charlotte da idu van na što ona pristaje. Razgovaraju o razlici u godinama i njezinoj bolesti. Dok hodaju kroz šareno jesensko lišće u Central Parku, Charlotte citira stihove: „O svijete, ne mogu zadržat tebe blizu sebe! Tvoji vjetrovi, tvoja široka siva neba. Tvoje magle koje se uvijaju i uzdižu!“. Dok razgovaraju, ona primjećuje kako on pogledava u svoj sat. Skida mu sat sa zapešća i govori da će ga vratiti kada zaboravi da ga ona ima. U njegovom restoranu nastavljaju bolje upoznavati jedno drugo dok Will priprema jelo za svoje osoblje. Gledajući Charlotte među svojim prijateljima i poznanicima, Will shvati da je zaljubljen.
Uskoro se vraćaju nazad u Willov stan gdje Charlotte doživljava oštru srčanu bol. U bolnici Will saznaje od doktora da Charlotte ima rijedak tumor u odraslih poznat kao neuroblastom koji se u njezinu slučaju nalazi neposredno pored srca. Prema prognozama liječnika Charlotte je preostala najviše jedna godina života. U nadolazećim danima njihova veza prerasta u nešto veće, a ona saznaje sve više i više o samom Willu.
Na zabavi za noć vještica, Charlotte prerušena u Emily Dickinson zabavlja djecu citirajući stihove iz jedne od Dickinsonovih pjesama, a riječi oživljava tako što joj se nalazi leptir na ruci: „Dva leptira izašla su van u podne i plesala valcer iznad potoka, a onda su iskoračili na nebeski svod gdje su se odmarali na zrakama; i onda su zajedno iščezli iznad sjajnog mora – iako nikada još, u bilo kojoj luci, njihov dolazak spominjao se nije.“ U međuvremenu u drugoj sobi Will susreće svoju nekadašnju djevojku i njih dvoje završavaju zajedno na krovu vodeći ljubav. Poslije, Charlotte sumnja u Willovu nevjeru, a on nakon poricanja na kraju priznaje svoja djela. Charlotte odmah prekida daljnju vezu iako su oboje povrijeđeni prekidom.
Nakon prekida, Will prima pismo od Lise Tyler, izvanbračne kćerke koju nikada nije sreo. Odlazi u muzej gdje Lisa radi i prepoznaje je sa stare fotografije, ali teško mu je prići joj. Nekoliko noći poslije on pristiže kući, a Lisa ga dočekuje u predvorju gdje prvi puta razgovaraju. Ona je trudna i postaje sentimentalna zbog roditeljstva koje se javlja u njoj pa je zbog toga odlučila naći se s ocem. Rekla mu je da je oduvijek željela imati oca koji ju je pokušao naći sve ove godine s ciljem da joj kaže kako mu je žao što ju je napustio.
Sljedećeg dana, Will se šeta kroz Central Park te dolazi do ograde koju preskače ostavljajući iza sebe djecu koja se igraju među drvećem. Te noći Charlotte se vraća u svoj stan gdje nalazi Willa kako spava u njezinom naslonjaču. U početku mu bijesna govori da napusti njezin stan, ali on joj se pokušava ispričati i moli je za drugu šansu – da mu dopusti ponovo voljeti. Ona proplače dok je on drži za ruku, a poslije u toku noći ponovo vode ljubav. Charlotte citira stihove: „Zvijezde su nježne kao cvijeće, kao bližnji, kao brda koja pletu mreže sjena, nema ni jednog izdvojenog lista – svi su oni jedno.“ Poslije dok se klizala u Central Parku na klizalištu, Charlotte kolabira na ledu. U bolnici Will saznaje da je tumor metastazirao i da joj je možda ostalo svega nekoliko tjedana života.
U nadolazećim danima, Will traži specijalista koji bi se usudio napraviti herojski operativni zahvat da joj spasi život. Obraća se svojoj kćerki za pomoć i ona pronalazi specijalista koji se slaže da izvede operaciju. Na Božićno jutro Charlotte se budi, a pokraj nje Will ukrašava kuću i terasu. Dok se ona priprema donijeti mu božićni dar, Charlotte ponovo kolabira. Biva žurno odvedena u bolnicu, a u međuvremenu je i specijalistu kirurgu javljeno da bi sad trebao izvesti operativni zahvat. U bolnici gdje se nalazi Charlotte uskoro dolazi Will, dolazi u njezinu sobu do nje gdje joj na uho šapuće stihove pjesme: „Vrijeme ne može slomiti krila ptici. Ptica i krila zajedno odlaze, čak u jedno pero. Ništa ne može zauvijek letjeti, ništa se ne može uklopiti u jedno, pa ni ti ne možeš umrijeti kao ostali.“ Njihove ruke se razdvajaju kada tim liječnika odvode Charlotte na operaciju.
Will, njegovi prijatelji, Lisa i Charlottina baka su u iščekivanju tijekom duge operacije. Izvan bolnice Will promatra galeba kako leti snježnim nebom iznad grada. Uskoro im prilazi kirurg i saopći tužnu vijest. Will se nakon šokirajuće vijesti i velikog gubitka vraća kući i otvara Charlottin dar koji je stajao na podu – malu kutiju sa šeširom koji mu je napravila. Otvarajući kutiju ugleda sat koji mu je uzela na prvom spoju. Stojeći tako pored prozora, on pati i plače, a uz grudi drži kutiju i sat koji mu je ona darovala.
Sljedećeg ljeta, na malom brodu na jezeru u Central Parku, Will drži svog novorođenog unuka u rukama dok ga njegova kćerka Lisa promatra s osmijehom na licu. Will primjećuje labuda, a u odrazu vode vidi mladu ženu koja hoda preko mosta u Central Parku. Otac, kćerka i unuk mirno ploveći jezerom započinju novo poglavlje života s kojim završava film.

## Glumačka postava
- Richard Gere kao Will Keane
- Winona Ryder kao Charlotte Fielding
- Anthony LaPaglia kao John Volpe
- Elaine Stritch kao Dolores "Dolly" Talbot
- Vera Farmiga kao Lisa Tyler
- Sherry Stringfield kao Sarah Volpe
- Jill Hennessy kao Lynn McCale
- J.K. Simmons kao Dr. Tom Grandy
- Sam Trammell kao Simon
- Mary Beth Hurt kao Dr. Paul Sibley
- Kali Rocha kao Shannon
- Steven Randazzo kaos Alberto
- George Spielvogel III kao Netto
- Ranjit Chowdhry kao Fakir
- Audrey Quock kao Eriko
- Tawny Cypress kao Melissa
- Daniella van Graas kao model u baru
- Rachel Nichols kao model u baru[3]

## Kritike
Film Jesen u New Yorku uglavnom je dobio negativne ocjene filmskih kritičara nakon početka kino distribucije. Nominiran je za nagradu Zlatna malina u kategoriji najgoreg filmskog para na platnu (Richard Gere i Winona Ryder).
Na popularnoj Internet stranici Rotten Tomatoes, film ima tek 20% pozitivnih ocjena na temelju 70 kritika.

## Zarada
Film Jesen u New Yorku otvorio se na četvrtom mjestu u Sjevernoj Americi u prvom vikendu zaradivši 10.987,006 dolara, iza filmova Zamjene, Svemirski kauboji i Nevidljivi čovjek. Ukupna kino zarada filma u SAD-u do danas iznosi 37.761,915 dolara, a sveukupno u svijetu film je utržio 90.726,668 dolara.

## Glazba iz filma
Originalnu glazbu za film Jesen u New Yorku skladao je Gabriel Yared, a vokalne izvedbe izveli su Jennifer Paige, Madeleine Peyroux, Yvonne Washington, Sydney Forest i Miriam Stockley.
1. "Beautiful" u izvedbi Jennifer Paige (4:10)
2. "Getting Some Fun Out of Life" u izvedbi Madeleine Peyroux (3:13)
3. "Autumn in New York" u izvedbi Yvonne Washington (4:45)
4. "Our Love Never Ends" u izvedbi Sydney Forest (4:06)
5. "Charlotte and Will" (2:45)
6. "Autumn Forever" (3:39)
7. "Elegy for Charlotte" u izvedbi Miriam Stockley (3:15)
8. "Autumn in New York (Uvodna špica)" (2:09)
9. "First Kiss" (1:28)
10. "Memories" by Miriam Stockley (0:53)
11. "A Rude Awakening" (0:57)
12. "Walking Through the Park" (0:57)
13. "Lunch" (1:07)
14. "Thinking About Lisa" (0:57)
15. "Butterflies" (0:40)
16. "Break Up" (1:30)
17. "Thinking It Over" (1:06)
18. "Apart" (1:44)
19. "Can You Let Me Love You?" (2:59)
20. "Searching for a Doctor" (1:17)
21. "Katy" (1:04)
22. "The Chances for Success" (1:21)
23. "What Can I Give You?" (1:25)
24. "I Don't Want to Leave You" (2:09)
25. "First/Last Snow" u izvedbi Miriam Stockley (1:26)
26. "To the Hospital" u izvedbi Miriam Stockley (2:23)
27. "No Thing That Ever Flew" (2:59)
28. "The Gift" by Miriam Stockley (2:06)

## Vanjske poveznice
- Jesen u New Yorku u internetskoj bazi filmova IMDb-a
- Jesen u New Yorku na Rotten Tomatoes
- Jesen u New Yorku na Box Office Mojo
- Na setu New Yorka  Arhivirana inačica izvorne stranice od 1. listopada 2018. (Wayback Machine)